# Küke
Küke (szerbül Кукујевци / Kukujevci) falu Szerbiában, a Vajdaságban, a Szerémségi körzetben, Sid községben.

## Fekvése
A Szerémségben, a Tarcal-hegység déli lejtőin, Sidtől 12 km-re délkeletre, az A3-as autópályától 3 km-re fekszik.

## Népesség

### Demográfiai változások
| 1948 | 1953 | 1961 | 1971 | 1981 | 1991 | 2002 | 2011 |
| ---- | ---- | ---- | ---- | ---- | ---- | ---- | ---- |
| 2671 | 2660 | 2598 | 2345 | 1958 | 1821 | 2252 | 1955 |

### Etnikai összetétel
2002-ben: